# Sandra (film)
Sandra is een stomme film uit 1924 onder regie van Arthur H. Sawyer.

## Verhaal
Aan de ene kant is Sandra een alledaagse huisvrouw. Wat niemand van haar weet, is dat ze stiekem verlangt naar spanning en avontuur. Haar echtgenoot David snapt dit niet. Als ze te maken krijgen met financiële problemen, sluit Sandra een deal met Stephen Winslow. Dit is het begin van Sandra's schandalige levensstijl, die haar brengt naar Europa. Hier wordt ze verliefd op een Fransman, die haar gebruikt voor zijn illegale ondernemingen in het leven als gokker. Hierna krijgt ze een affaire met een getrouwde bankeigenaar. Als ze hierachter komt, realiseert ze zich dat ze niet gelukkig is en keert terug naar David. Hij blijkt echter al een relatie te hebben met Sandra's vriendin Mait Stanley. Nadat ze alles wat ze heeft gedaan opbiecht aan David, vertrekt ze om zelfmoord te plegen. David volgt haar echter en vergeeft het haar.

## Rolverdeling
| Acteur               | Personage          |
| -------------------- | ------------------ |
| Barbara La Marr      | Sandra Waring      |
| Bert Lytell          | David Waring       |
| Leila Hyams          | Mait Stanley       |
| Leon Gordon          | Stephen Winslow    |
| Morgan Wallace       | François Molyneaux |
| Arthur Edmund Carewe | Henri La Flamme    |